# Arameis
Arameis (em latim: Aramaeis) ou Aramais (em armênio: Արամայիս; romaniz.: Aramayis) foi um lendário patriarca armênio (naapetes). De acordo com a tradição armênia, preservada principalmente na história de Moisés de Corene, era filho de Armenaco e neto de Haico, o primeiro patriarca dos armênios.

## Nome
A iranóloga Anahit Perikhanian derivou Arameis do meda médio Aramais (*Arāmayīs), que derivou do meda antigo Ramanissa (*Rāmanīsah, "aquele que se esforça pela paz, alegria"), e por sua vez do protoiraniano Rama (*rāma-, "alegria, paz") + *ais-/*is- ("esforçar-se").

## Narrativa
Segundo Moisés de Corene, em sua História da Armênia, Arameis era filho de Armenaco e neto de Haico, o primeiro patriarca dos armênios. Sabe-se que era pai de muitos filhos e filhas, dentre eles Amásia e Sarei. Após anos de reinado de Armenaco, Aramais o sucedeu como líder dos armênios e decidiu construir sua residência na colina que margeava o rio Erasque (Araxes), que batizou em honra a seu neto Eraste. Essa localidade seria batizada Armavir em sua própria honra. Depois, enviou seu filho Sarei e sua comitiva para uma planície próxima fértil na qual fluíam riachos vindos do monte Aragats. Essa planície seria chamava, em referência a Sarei, Siracena (Xiraque). Anos depois, Arameis morreu e foi sucedido por Amásia.